# DDR-Oberliga 1971-1972
L'edizione 1971-72 della DDR-Oberliga il venticinquesimo campionato calcistico di massimo livello in Germania Est.

## Avvenimenti
Le prime giornate del campionato, la cui data di inizio fu fissata per il 28 agosto 1971, misero subito in evidenza le concorrenti per la vittoria finale del titolo: dopo quattro giornate si staccò infatti dal gruppo il Carl Zeiss Jena mentre il Magdeburgo, che aveva totalizzato due punti nelle prime tre gare, si propose a partire dalla settima giornata come concorrente nella lotta per il titolo. A partire dalla decima giornata, con il sorpasso del Magdeburgo sul Carl Zeiss Jena, iniziò una serie di sorpassi tra le due squadre, a cui partecipò inizialmente anche il Vorwärts Francoforte, nuova denominazione assunta dal Vorwärts Berlino dopo il cambio di sede avvenuto in seguito al fallimento di una società calcistica di Francoforte sull'Oder patrocinata dalla Stasi.
Arrivate al giro di boa a pari punti, Magdeburgo e Carl Zeiss Jena continuarono a darsi lotta fino allo scontro diretto, in programma alla sedicesima giornata. Travolgendo gli avversari per 5-0, il Magdeburgo ebbe praticamente la via libera verso il suo primo titolo nazionale dato che la Dinamo Berlino, unica avversaria rimasta in corsa, non fu in grado di contrastarlo. Per il club di Berlino ci fu quindi la qualificazione per la Coppa UEFA, mentre un Carl Zeiss Jena in calo perse anche la qualificazione per la terza competizione europea (riuscendo comunque a qualificarsi per l'Europa grazie alla vittoria in coppa nazionale) a vantaggio della Dinamo Dresda.
L'ultima giornata fu decisiva per i verdetti in zona retrocessione, dal momento che proponeva lo scontro diretto tra il Vorwärts Stralsund e il Karl-Marx-Stadt ultimo in classifica. Vincendo, e grazie alla sconfitta dello Stahl Riesa contro il Carl Zeiss Jena, il Karl-Marx-Stadt poté effettuare un doppio sorpasso che permise alla squadra di salvarsi.

## Classifica finale
|  |     | DDR-Oberliga 1971-72 | Pt | G  | V  | N  | P  | GF | GS | DR  |
|  | --- | -------------------- | -- | -- | -- | -- | -- | -- | -- | --- |
|  | 1.  | Magdeburgo           | 38 | 26 | 17 | 4  | 5  | 48 | 23 | +25 |
|  | 2.  | BFC Dynamo           | 35 | 26 | 13 | 9  | 4  | 45 | 20 | +25 |
|  | 3.  | Dinamo Dresda        | 33 | 26 | 12 | 9  | 5  | 59 | 30 | +29 |
|  | 4.  | Carl Zeiss Jena      | 31 | 26 | 12 | 7  | 7  | 42 | 34 | +8  |
|  | 5.  | Vorwärts Francoforte | 27 | 26 | 9  | 9  | 8  | 33 | 36 | -3  |
|  | 6.  | Hallescher           | 27 | 26 | 10 | 7  | 9  | 40 | 44 | -4  |
|  | 7.  | Sachsenring Zwickau  | 25 | 26 | 7  | 11 | 8  | 26 | 25 | +1  |
|  | 8.  | Lokomotive Lipsia    | 25 | 26 | 9  | 7  | 10 | 30 | 31 | -1  |
|  | 9.  | Hansa Rostock        | 24 | 26 | 8  | 8  | 10 | 27 | 24 | +3  |
|  | 10. | Wismut Aue           | 23 | 26 | 7  | 9  | 10 | 34 | 46 | -12 |
|  | 11. | Union Berlino        | 21 | 26 | 5  | 11 | 10 | 21 | 32 | -11 |
|  | 12. | Karl-Marx-Stadt      | 19 | 26 | 7  | 5  | 14 | 34 | 48 | -14 |
|  | 13. | Stahl Riesa          | 18 | 26 | 5  | 8  | 13 | 23 | 41 | -18 |
|  | 14. | Vorwärts Stralsund   | 18 | 26 | 6  | 6  | 14 | 20 | 48 | -28 |

### Verdetti
- Magdeburgo campione della Germania Est 1971-72. Qualificato in Coppa dei Campioni 1972-73.
- Carl Zeiss Jena qualificato in Coppa delle Coppe 1972-73
- Dinamo Berlino e Dinamo Dresda qualificate in Coppa UEFA 1972-1973
- Stahl Riesa e Vorwärts Stralsund retrocesse in DDR-Liga.

### Squadra campione
- Wolfgang Seguin (26/4)
- Wolfgang Abraham (25/13)
- Jürgen Sparwasser (25/7)
- Hans-Jürgen Hermann (25/6)
- Jürgen Pommerenke (25/3)
- Manfred Zapf (25/3)
- Detlef Enge (24)
- Axel Tyll (23/6)
- Ulrich Schulze (21)
- Siegmund Mewes (21/5)

- Klaus Decker (19)
- Jürgen Achtel (8)
- Helmut Gaube (8)
- Jörg Ohm (7)
- Hans-Werner Heine (5)
- Heinz Oelze (4)
- Rolf Retschlag (3)
- Bodo Sommer (2)
- Wolfgang Steinbach (1)

- Allenatore:  Heinz Krügel

## Record

### Capoliste solitarie
- 4ª-7ª giornata:  Carl Zeiss Jena
- 9ª giornata:  Carl Zeiss Jena
- 10ª giornata:  Magdeburgo
- 12ª giornata:  Carl Zeiss Jena
- 14ª giornata:  Magdeburgo
- 16ª giornata:  Magdeburgo
- 18ª-26ª giornata:  Magdeburgo

### Club
- Maggior numero di vittorie:  Magdeburgo (17)
- Minor numero di sconfitte:   Dinamo Dresda (3)
- Migliore attacco:  Dinamo Dresda (59 reti fatte)
- Miglior difesa:  BFC Dynamo (20 reti subite)
- Miglior differenza reti:  Dinamo Dresda (+29)
- Maggior numero di pareggi:  Sachsenring Zwickau e  Union Berlino (11)
- Minor numero di pareggi:  Magdeburgo (4)
- Maggior numero di sconfitte:  Karl-Marx-Stadt e  Vorwärts Stralsund (14)
- Minor numero di vittorie:  Union Berlino e  Stahl Riesa (5)
- Peggior attacco:  Vorwärts Stralsund (20 reti fatte)
- Peggior difesa:  Karl-Marx-Stadt e  Vorwärts Stralsund (48 reti subite)
- Peggior differenza reti:  Vorwärts Stralsund (-28)

### Classifica cannonieri
|  | Gol | Marcatore            | Squadra             |
|  | --- | -------------------- | ------------------- |
|  | 14  | Hans-Jürgen Kreische | Dinamo Dresda       |
|  | 13  | Wolfgang Abraham     | Magdeburgo          |
|  | 12  | Joachim Streich      | Hansa Rostock       |
|  | 11  | Rainer Sachse        | Dinamo Dresda       |
|  | 10  | Hartmund Rentzsch    | Sachsenring Zwickau |
|  | 10  | Norbert Johannsen    | BFC Dynamo          |
|  |     |                      |                     |